# Rebecka (musikal)
Ej att förväxla med den österrikiska musikalen Rebecca.
Rebecka är en musikal av Jonas Franke-Blom och Ylva Eggehorn som fick sitt uruppförande hösten 2005 på Stora Teatern i Göteborg. Uppsättningen regisserades av Catarina Gnosspelius och medverkade gjorde bland andra Annica Edstam, Timo Nieminen och Christopher Wollter.

## Handling
Vi får följa bibelns Rebecka, hustru till Isak, mor till Jakob och Esau, från ungdom till ålderdom och hennes svåra val som får ödesdigra konsekvenser. 

## Sångförteckning
- Offra barnen
- Fånga rävarna
- Det regnar bara en gång i öknen
- Andas ut
- En underjordisk flod
- Från två världar
- Min rot
- Finns det inga sprickor?
- Var och en har ett namn
- Välsignad är du
- Långt från all fruktbar jord
- Skicka inga bud
- Se inte på mig
- Den dolda källan
- Som ett skuggande träd